# گینور فی
گینور فی (انگلیسی: Gaynor Faye؛ زادهٔ ۲۶ اوت ۱۹۷۱) بازیگر اهل بریتانیا است.
از فیلم‌ها یا مجموعه‌های تلویزیونی که وی در آن‌ها نقش داشته است، می‌توان به  چیس، در بستر هم‌آغوشی و خیابان کورونیشن اشاره نمود.